# Strömand
Strömand (Histrionicus histrionicus) är en andfågel som tillhör underfamiljen Merginae och är ensam art i sitt släkte Histrionicus. Arten häckar huvudsakligen i nordliga delar av Nordamerika och Asien, men även på Island, i strömmande vattendrag. Den ses endast mycket sällsynt i övriga i Europa, med endast två fynd i Sverige på 1800-talet. Strömanden anses ha en livskraftig population som ökar i antal.

## Utseende och läte
Adulta hanar har en blå fjäderdräkt med rödbruna sidor och vita markeringar vilket inkluderar en större vit fläck vid näbbroten. Adulta honor är mindre färggranna, med brungrå fjäderdräkt och med en vit cirkulär fläck i ansiktet. Båda könen har vita örontäckare.

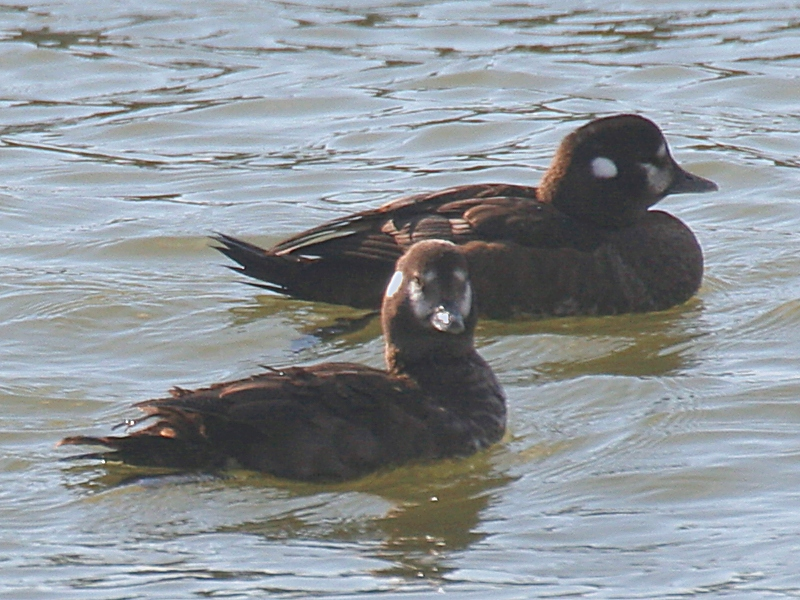
Två adulta honor.

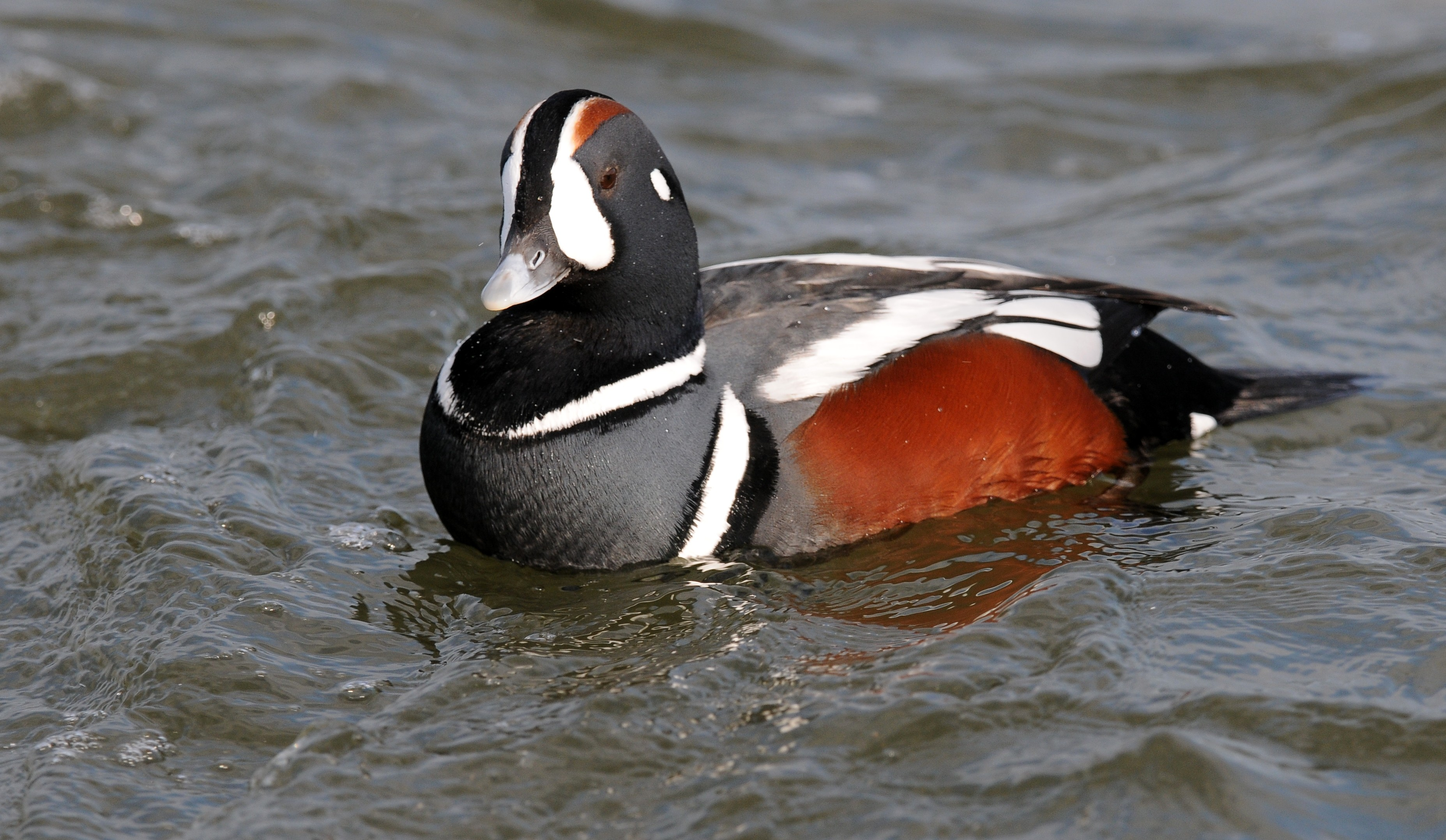
Strömand; adult hane

Strömanden är mestadels tystlåten. Från spelande hanar hörs nasala och pipiga "vii-ah vii-ah..." eller "vih".

## Utbredning och systematik
Strömanden häckar i östra Sibirien och norra Japan, i Alaska söderut till Oregon och Wyoming i USA, i östra Kanada på sydöstra Baffinön söderut till Saint Lawrenceviken samt på Grönland och Island. Vintertid hittas den utmed kuster från Sibirien till Japan och Korea, från Alaska till centrala Kalifornien och nordöstra USA, på södra Grönland samt på Island. Den är en sällsynt irrgäst i Västeuropa, med endast två fynd i Sverige, senast på 1800-talet, 1862 och 1894. Med tanke på att den isländska populationen utgörs av stannfåglar härrör möjligen de i Västeuropa påträffade strömänderna från amerikanska flyttfåglar.

### Släktskap
Strömanden placeras som ensam nu levande art i släktet Histrionicus. Den tillhör en samling havslevande änder som ofta urskiljs som underfamiljen Merginae. Studier av mitokondrie-DNA visar att strömanden är systerart till en grupp som består av ejdrar i släktena Somateria och Polysticta, alfågeln (Clangula hyamelis) samt den utdöda nordamerikanska labradoranden (Camptorhynchus labradorius). Alfågeln behandlas som monotypisk, det vill säga att den inte delas in i några underarter.
Två förhistoriska strömandsarter finns beskrivna genom fossila fynd, som dock initialt placerades i andra släkten. Histrionicus shotwelli är känd från mellersta till sen miocen i Oregon, USA och placerades först i det egna släktet Ocyplonessa. Histrionicus ceruttii som hittats i Kalifornien från sen pliocen placerades först i det närbesläktade släktet Melanitta.

## Levnadssätt
Strömanden häckar som namnet avslöjar vid snabbt strömmande kallt vatten. Den födosöker genom att simma under vattnet eller genom att tippa med näbben ned i vattnet och stjärten upp i luften. Deras föda består av mollusker, kräftdjur och insekter. Häckningen inleds i maj/juni. Boet placeras väl dolt direkt på marken i närheten av en fors. Vintertid byter den levnadsmiljö och ses vid klippiga och steniga havskuster.

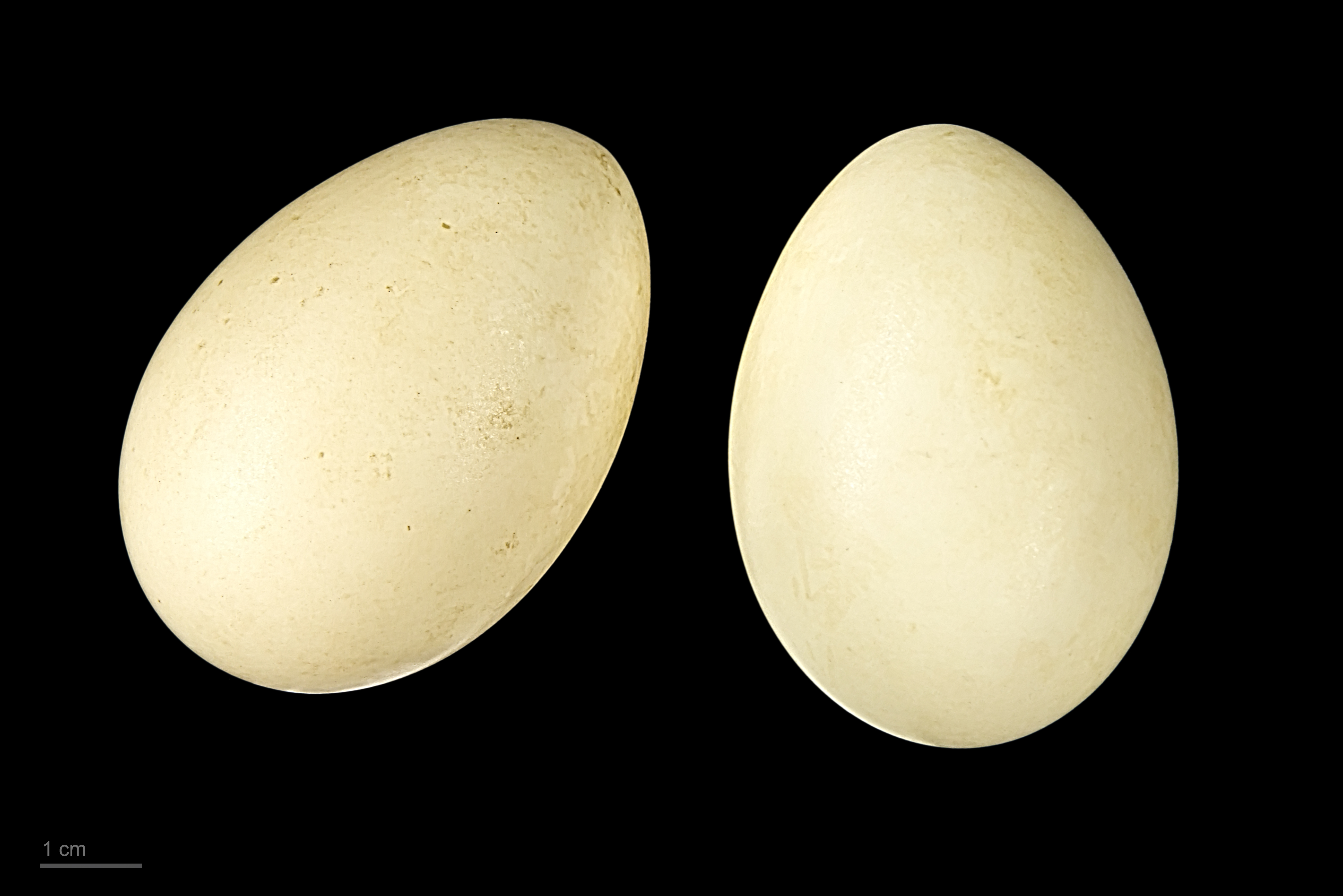
Strömandens ägg.

## Status och hot
Arten har ett stort utbredningsområde och en stor population, och tros öka i antal. Utifrån dessa kriterier kategoriserar IUCN arten som livskraftig (LC). Världspopulationen uppskattas till mellan 190 000 och 380 000 individer, varav det i Europa tros häcka 4 000–7 000 par.
Populationen i östra Nordamerika minskar dock och anses vara hotad. Förmodade orsaker är habitatförlust, främst på grund av kraftdammar, men populationen påverkas också negativt av oljeutstläpp i kustområdena.

## Namn
Dess vetenskapliga släktnamn tillika artnamn Histrionicus kommer av latinest "histro", som betyder skådespelare.